# Lycidas vittatus
Lycidas vittatus är en spindelart som först beskrevs av Eugen von Keyserling 1881.  Lycidas vittatus ingår i släktet Lycidas och familjen hoppspindlar. Inga underarter finns listade i Catalogue of Life.